# 平幼
平幼，五胡十六国時代官员。燕郡薊縣人。
平幼在前秦担任汝陰郡太守。384年正月，前秦冠軍将軍慕容垂之子慕容农號召周圍起兵復燕。平幼和他的弟弟光烈将軍平睿響應，在燕地起兵。他與弟弟平睿、平規率領數萬精兵，與燕王慕容垂一起攻打鄴城。他被任命為護軍将軍。
387年正月，平幼與鎮北將軍蘭汗，進攻東晉濟北郡太守溫詳，與先發的高陽王慕容隆會師。慕容隆等人在東阿北岸列陣，威震溫詳大軍。溫詳之弟溫攀、溫詳之子溫楷退至東阿，平幼追擊，大破晉軍。溫詳攜妻儿逃往彭城，留下的三萬餘戶投降後燕。
388年八月，與章武王慕容宙共同擊敗反後燕的吳深。十二月，與高陽王慕容隆、太原王慕容楷、趙王慕容麟一起，讨伐反叛後燕的張申、王祖。王祖率兵夜襲後燕軍，被燕軍擊退。慕容楷、慕容麟留在營中，平幼、慕容隆分頭追擊，俘獲多人而歸。最後，張申出降，王祖服罪。
389年正月，被任命為征北長史，兼留臺尚書，守衛龍城。